# Robotsystem 90
Robotsystem 90 (RBS 90) är fjärde generationens luftvärnsrobotsystem, vidareutvecklat från Robotsystem 70, av Bofors och Ericsson Microwave Systems. De största skillnaderna mellan RBS 70 och RBS 90 är att robotenheten har utrustats med IR-kamera och egen radar för att kunna bekämpa mål i mörker. Utvecklingsarbetet började 1983, seriebeställningen lades 1989 med levererans 1991-1995.

## Taktisk användning
Robot 90 organiserades i luftvärnsbataljoner med två batterier med robotsystem 70 och ett batteri med robotsystem 90. Systemet användes taktiskt bland annat i Norrlandsluftvärnskompanier. 

## Konstruktion
RBS 90-batteriet består av en radarpluton med PS-90 spaningsradar och två robotplutoner, båda med tre eldenheter.

### Eldenhet
Eldenheten är bandvagnstransporterad. Lokalspaningsradar PS-91, skyttens styrutrustning, strömförsörjning och sambandsmateriel är installerad i en luftvärnsstridsledningsbandvagn (Bv 2081). Radarn är en 3D pulsdopplerradar med maximalt 20 kilometers räckvidd som arbetar på X-bandet, 8,8 - 9,3 GHz. Den kan automatiskt följa 8 mål. När ett mål valts ut så grovriktas lavetten med dag- och nattsiktet mot målet och skytten tar över. Skytten fjärriktar siktet från sin operatörsplats i bandvagnen.
Sikte, lavett, nätenhet, kablar och robotar transporteras i luftvärnsbandvagn 2082. Vidare används ytterligare en bandvagn 206 (tross) för transport av personal och förläggningsutrustning. Systemet är därmed klumpigare än RBS 70 som kan transporteras på i stort sett vilket fordon som helst. Lavetten och siktet sitter monterat på en tripod som vinschas ned från bandvagnen. Siktet innehåller en TV- och en IRV-kamera, vilkas bilder alternativt kan presenteras för skytten på en monitor. Ovanpå siktet sitter två avfyrningsrör för robotar.

## Anskaffning och avveckling
Systemet köptes till Försvarsmakten i början av 1990-talet för två miljarder kronor. Efter försvarsbeslutet 2004 avvecklades systemet och ersattes med de äldre systemen robotsystem 70, robotsystem 23 BAMSE och robotsystem 97.

## Återaktivering
År 2017 genomfördes tester för att återinföra Robotsystem 70/90. År 2019 återaktiverades systemen som interimslösningar för att återföra brigadluftvärn till Arméns brigader. Systemen planeras kvarstå tills ersättning är på plats.